# Ханукальное чудо

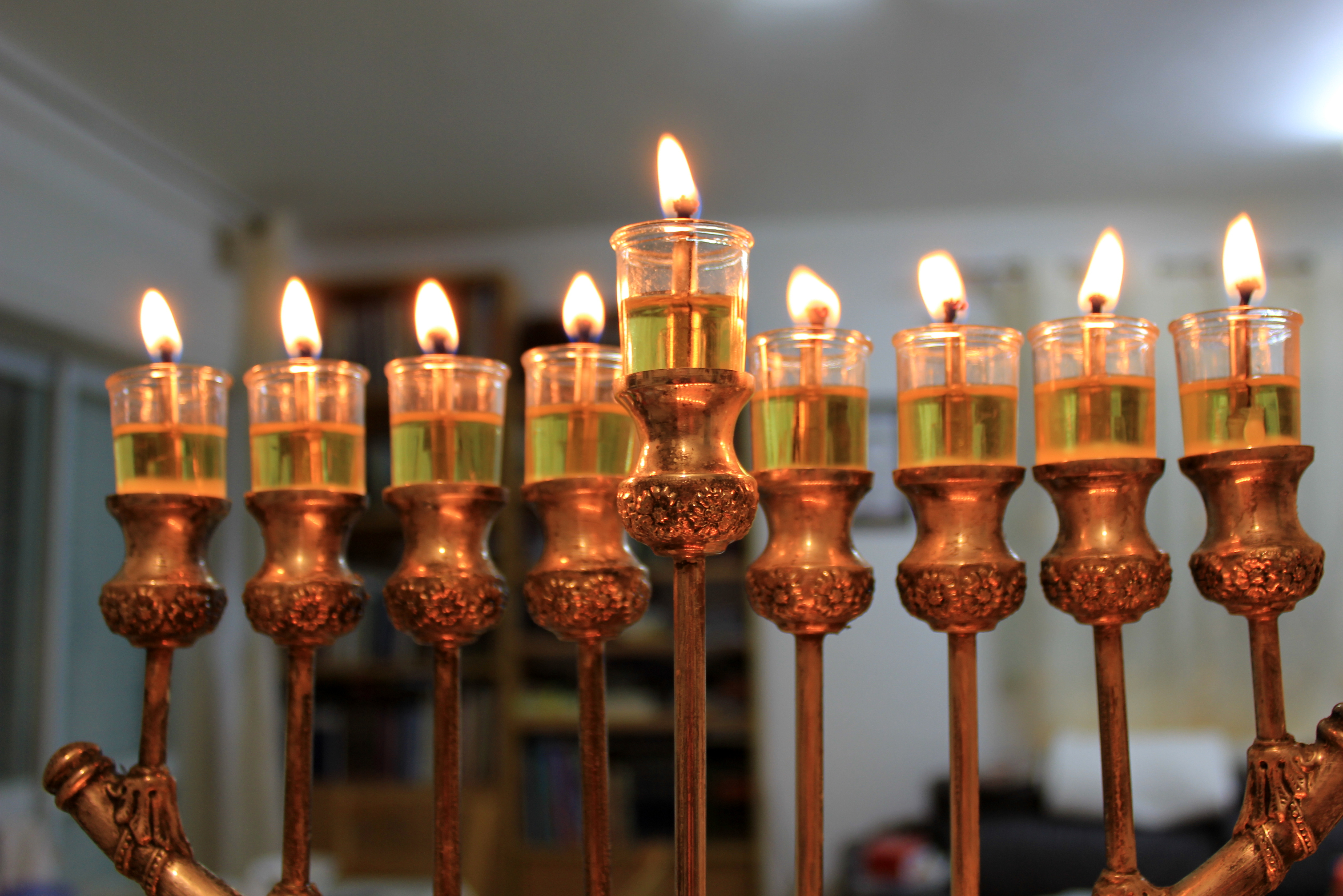
Ханукия с масляными светильниками

Чудо Хануки — легендарный эпизод Маккавейской войны, произошедший после освобождения Храма из-под власти селевкидов в 164 году до н. э.
Согласно Маккавейским книгам, ритуальное очищение храма и возобновление богослужения, когда был зажжён огонь на алтаре и в храмовом светильнике (меноре), сопровождалось восьмидневным торжеством (1Мак. 4:38—59), схоже с восьмидневным празднованием освящения Храма Соломона (2Пар. 7:7—10). Тогда же было установлено, «чтобы дни обновления жертвенника празднуемы были с веселием и радостью в своё время, каждый год восемь дней» — праздник Ханука.
Согласно преданию, записанному в вавилонском Талмуде (Шаббат, гл. 2. лист 21 б), когда Иуда Маккавей и его воины очистили Храм, они не смогли найти ритуально чистое масло (елей), которое годилось бы для того, чтобы зажечь храмовый светильник и освятить Храм для возобновления богослужения. После продолжительных поисков всё же был найден один небольшой запечатанный кувшин с чистым маслом, спрятанный предыдущим первосвященником, но он был так мал, что его могло хватить только на один день горения меноры. Однако Маккавеи всё же решили начать освящение Храма немедленно и зажечь менору, и тогда произошло чудо, масла хватило ровно на восемь дней, на всё то время, которое требовалось для приготовления нового чистого масла.
Это чудо, длившееся восемь дней, называется в Талмуде причиной, по которой празднование Хануки длится восемь дней.
Рассказ о чуде с маслом отсутствует в книгах Маккавеев и у Иосифа Флавия, писавшего о празднике.
В память о чуде с кувшином масла главное предписание празднования Хануки — зажигание ханукальных свечей (или лампад) в каждый из дней праздника имеет в галахе специальный статус — свидетельство о чуде (ивр. פרסום הנס‎). Одно из праздничных благословений, возглашаемых при зажигании ханукальных свечей, славит Бога, «который совершил чудеса для наших предков, в те дни, в это время».